# ول-دوآز

وَل-دوآز (به فرانسوی: Val-d'Oise) نود و پنجمین شهرستان فرانسه است. شهرستان وَل دوآز در شمال فرانسه قرار دارد. این شهرستان همسایه شمالی چهار شهرستان کوچک فرانسه به نام‌های  او-دو-سن، سن-سن-دنی، وال دو مارن و پاریس می‌باشد. وال دواز زیرمجموعه ناحیه ایل-دو-فرانس می‌باشد. مساحت این شهرستان  ۱٬۲۴۶   کیلومتر مربع و جمعیت آن ۱٬۱۵۷٬۰۵۲ نفر است. این شهرستان در خلال انقلاب فرانسه بر پا گردید.